# Associazione Calcio Trento 1993-1994
Questa pagina raccoglie le informazioni riguardanti l'Associazione Calcio Trento nelle competizioni ufficiali della stagione 1993-1994.

## Rosa
| N. |                   | Ruolo | Calciatore             |
| -- | ----------------- | ----- | ---------------------- |
|    | Italia (bandiera) | A     | Paolo Anastasi         |
|    | Italia (bandiera) | P     | Mirko Bellodi          |
|    | Italia (bandiera) | D     | Emanuele Bianchini (I) |
|    | Italia (bandiera) | A     | Alessio Bozzetti       |
|    | Italia (bandiera) | D     | Cristiano Cabriolu     |
|    | Italia (bandiera) | D     | Massimiliano Caliari   |
|    | Italia (bandiera) | C     | Roberto Chiappara      |
|    | Italia (bandiera) | A     | Pierluigi Corellas     |
|    | Italia (bandiera) | A     | Paolo Donati           |
|    | Italia (bandiera) | C     | Stefano Feraguti       |
|    | Italia (bandiera) | C     | Maurizio Fusari        |
|    | Italia (bandiera) | C     | Roberto Fuschini       |
|    | Italia (bandiera) |       | Genco                  |
|    | Italia (bandiera) | D     | Michel Lionetti        |

| N. |                   | Ruolo | Calciatore         |
| -- | ----------------- | ----- | ------------------ |
|    | Italia (bandiera) | C     | Carlo Marchetto    |
|    | Italia (bandiera) | D     | Emanuele Masini    |
|    | Italia (bandiera) | D     | Lorenzo Mezzetti   |
|    | Italia (bandiera) | A     | Fabio Modelli      |
|    | Italia (bandiera) | D     | Salvatore Monaco   |
|    | Italia (bandiera) | D     | Giampaolo Morabito |
|    | Italia (bandiera) | C     | Alberto Mulazzi    |
|    | Italia (bandiera) |       | Nannincini         |
|    | Italia (bandiera) | C     | Yuri Pellegrini    |
|    | Italia (bandiera) | C     | Riccardo Rimondini |
|    | Italia (bandiera) | P     | Ivano Rotoli       |
|    | Italia (bandiera) | A     | Bruno Trocini      |
|    | Italia (bandiera) | D     | Walter Vio         |

## Risultati

### Campionato

#### Girone di andata
| 12 settembre 1993 1ª giornata | Lecco | 0 – 0 | Trento |  |

| 19 settembre 1993 2ª giornata | Trento | 2 – 0 | Lumezzane |  |

| 26 settembre 1993 3ª giornata | Legnano | 3 – 1 | Trento |  |

| 3 ottobre 1993 4ª giornata | Trento | 0 – 1 | Tempio |  |

| 10 ottobre 1993 5ª giornata | Crevalcore | 1 – 1 | Trento |  |

| 17 ottobre 1993 6ª giornata | Trento | 2 – 2 | Pergocrema |  |

| 24 ottobre 1993 7ª giornata | Solbiatese | 1 – 1 | Trento |  |

| 7 novembre 1993 8ª giornata | Trento | 1 – 0 | Vogherese |  |

| 14 novembre 1993 9ª giornata | Olbia | 0 – 0 | Trento |  |

| 21 novembre 1993 10ª giornata | Trento | 1 – 1 | Aosta |  |

| 28 novembre 1993 11ª giornata | Giorgione | 2 – 2 | Trento |  |

| 5 dicembre 1993 12ª giornata | Trento | 1 – 1 | Cittadella |  |

| 12 dicembre 1993 13ª giornata | Novara | 0 – 0 | Trento |  |

| 19 dicembre 1993 14ª giornata | Torres | 4 – 0 | Trento |  |

| 16 gennaio 1994 15ª giornata | Trento | 1 – 1 | Pavia |  |

| 23 gennaio 1994 16ª giornata | Centese | 3 – 1 | Trento |  |

| 30 gennaio 1994 17ª giornata | Trento | 0 – 1 | Ospitaletto |  |

#### Girone di ritorno
| 6 febbraio 1994 18ª giornata | Trento | 1 – 0 | Lecco |  |

| 13 febbraio 1994 19ª giornata | Lumezzane | 1 – 0 | Trento |  |

| 20 febbraio 1994 20ª giornata | Trento | 0 – 1 | Legnano |  |

| 6 marzo 1994 21ª giornata | Tempio | 0 – 0 | Trento |  |

| 13 marzo 1994 22ª giornata | Trento | 1 – 0 | Crevalcore |  |

| 20 marzo 1994 23ª giornata | Pergocrema | 1 – 0 | Trento |  |

| 27 marzo 1994 24ª giornata | Trento | 0 – 0 | Solbiatese |  |

| 10 aprile 1994 25ª giornata | Vogherese | 1 – 0 | Trento |  |

| 17 aprile 1994 26ª giornata | Trento | 1 – 1 | Olbia |  |

| 24 aprile 1994 27ª giornata | Aosta | 0 – 0 | Trento |  |

| 1º maggio 1994 28ª giornata | Trento | 0 – 0 | Giorgione |  |

| 15 maggio 1994 29ª giornata | Cittadella | 0 – 0 | Trento |  |

| 22 maggio 1994 30ª giornata | Trento | 1 – 2 | Novara |  |

| 29 maggio 1994 31ª giornata | Trento | 2 – 1 | Torres |  |

| 5 giugno 1994 32ª giornata | Pavia | 1 – 0 | Trento |  |

| 12 giugno 1994 33ª giornata | Trento | 0 – 0 | Centese |  |

| 19 giugno 1994 34ª giornata | Ospitaletto | 2 – 3 | Trento |  |